# Wijken en buurten in Scherpenzeel
De Nederlandse gemeente Scherpenzeel is voor statistische doeleinden onderverdeeld in wijken en buurten. De gemeente is verdeeld in de volgende statistische wijken:
- Wijk 00 (CBS-wijkcode:027900)

Een statistische wijk kan bestaan uit meerdere buurten. Onderstaande tabel geeft de buurtindeling met kentallen volgens het Centraal Bureau voor de Statistiek (2008):
| CBS-buurtcode | Buurtnaam                                      | Inwonertal | Opp. totaal (ha) | Opp. land (ha) | Ligging                |
| ------------- | ---------------------------------------------- | ---------- | ---------------- | -------------- | ---------------------- |
| BU02790000    | Scherpenzeel                                   | 8590       | 250              | 250            | Locatie in de gemeente |
| BU02790008    | Verspreide huizen ten zuiden van Scherpenzeel  | 120        | 151              | 150            | Locatie in de gemeente |
| BU02790009    | Verspreide huizen ten noorden van Scherpenzeel | 330        | 983              | 981            | Locatie in de gemeente |